# Guilherme Francisco Cruz
Guilherme Francisco Cruz (1833 — 1893) foi um político brasileiro.
Foi presidente das províncias do Pará, de 1873 a 1874, e de Goiás, de 7 de janeiro a 27 de fevereiro de 1886.